# Casa Macaya
La Casa Macaya  est un bâtiment moderniste construit par Josep Puig i Cadafalch en 1901. Il se trouve au 108 Passeig de Sant Joan à Barcelone. La façade est décorée simplement avec du stuc blanc, qui contraste avec l'important ensemble sculptural en pierre qui enrichit les fenêtres, notamment celles du balcon, et avec l’asymétrie de la tribune du rez-de-chaussée. L’intérieur de la maison fut doté d’une riche ornementation que l’on peut encore observer dans le vestibule et le patio d’où part un magnifique petit escalier.
Selon Lluís Permanyer, les collaborateurs de Puig i Cadafalch pour ces travaux furent Eusebi Arnau et Alfons Juyol pour les sculptures, Manuel Ballarín pour la ferronnerie. Il faut également mentionner le très important travail de Joan Paradís pour les sgraffites.
Le bâtiment fut déclaré Bien culturel d'intérêt national le 9 janvier 1976. Il fut acheté par la Caixa qui y installa un espace d’expositions jusqu’à l’ouverture de la CaixaForum où elle déplaça l’activité. Postérieurement il accueillit le musée de la Science, aujourd’hui déplacé au CosmoCaixa.
En 2012, le bâtiment fut réhabilité pour accueillir un nouveau centre culturel de la Caixa, sous le nom l'Espai Caixa.

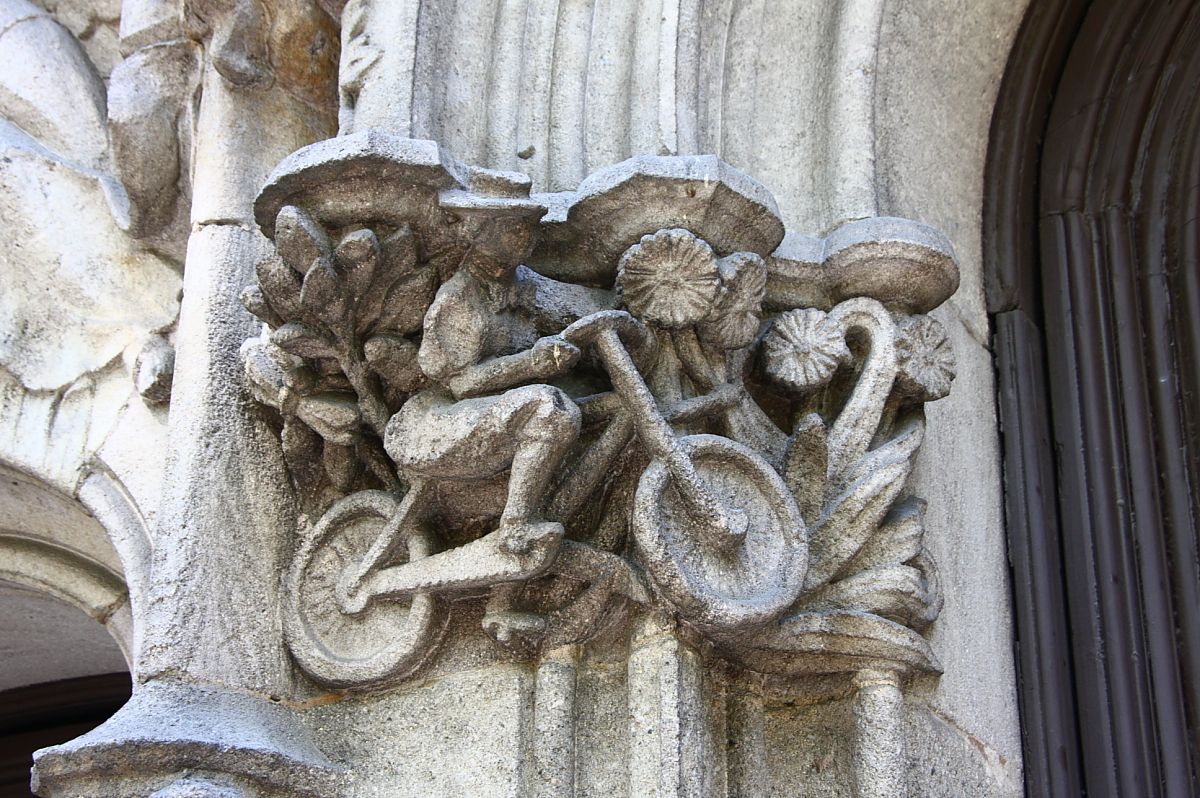
Entrée avec Puig i Cadafalch à bicyclette sur une sculpture
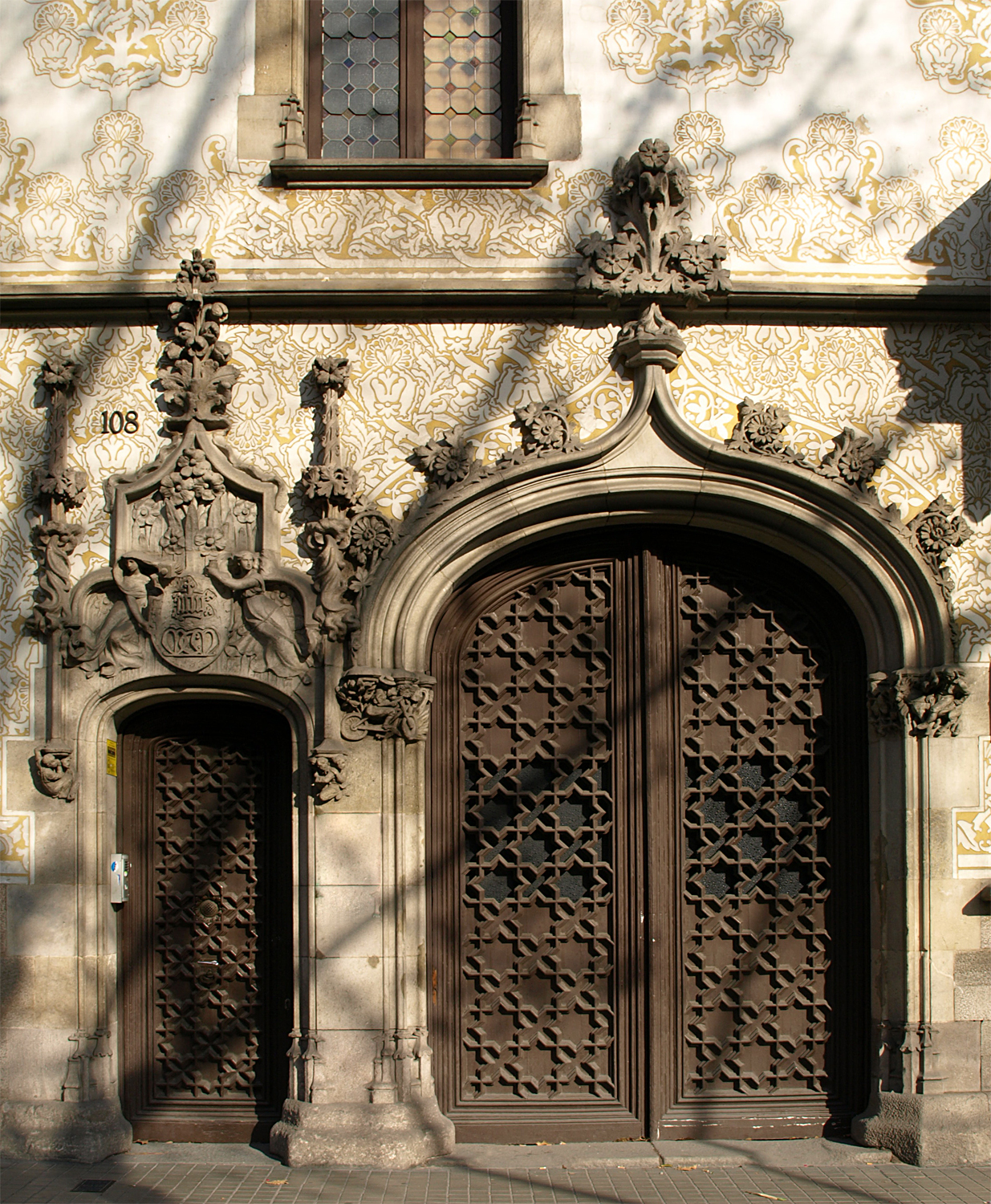
Porte d'entrée de la Casa Macaya